# Allozymy
Allozymy – alleliczne formy białka (enzymu), kodowane przez jeden polimorficzny locus genowy, różniące się strukturą pierwszorzędową. Mogą być rozdzielone przy pomocy analizy elektroforetycznej.

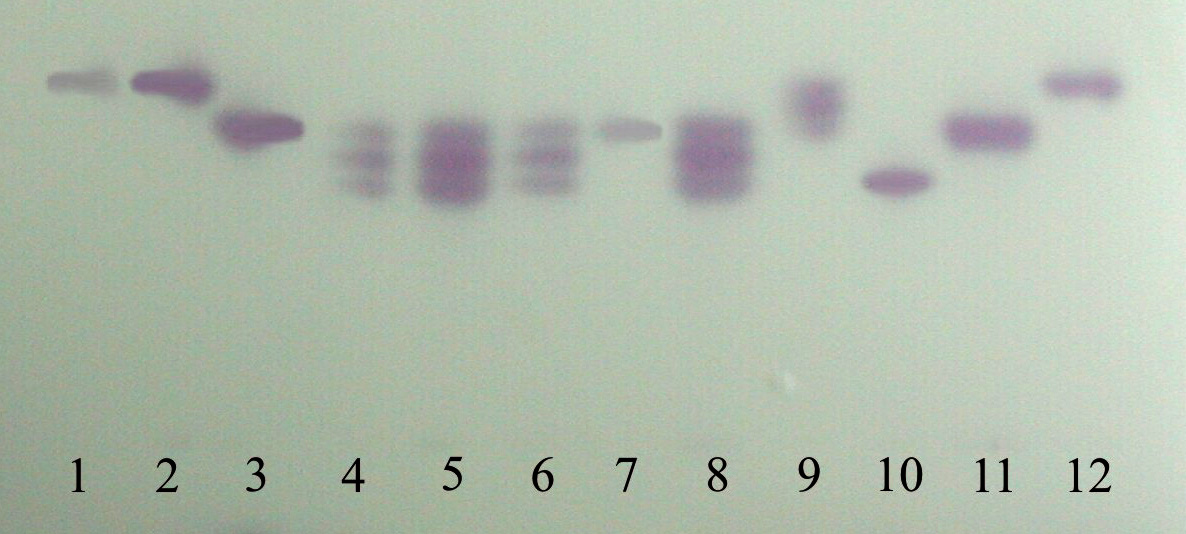
Zymogram przedstawiający polimorfizm locus GPI (izomerazy fosfoglukozowej) w próbie wyizolowanych z jeziora osobników wioślarek (w każdej pionowej ścieżce analizowano homogenat z pojedynczego osobnika). Osobniki homozygotyczne mają jeden prążek w ścieżce (FF: w ścieżkach nr 1, 2, 12; MM: w ścieżkach nr 3, 7, 11, SS: w ścieżce nr 10), ponieważ enzym jest dimerem osobniki heterozygotyczne mają trzy prążki (SM: w ścieżkach nr 4, 5, 6, 8; MF w ścieżce nr 9).

## Opis
Pierwszorzędowa struktura podjednostek enzymów jest zakodowana w DNA osobnika. Jeżeli locus genowy, kodujący dany enzym, jest monomorficzny (tj. występuje w nim tylko jeden allel), u wszystkich osobników jego produkty (enzymy) są identyczne. Jeżeli jednak w locusie występują różne allele, kodowane przez nie formy danego enzymu mogą różnić się nieznacznie pod względem składu aminokwasów. Takie enzymy, odmienne pod względem budowy aminokwasowej, lecz katalizujące tę samą reakcję i kodowane przez jeden locus, nazywane są allozymami. Allozymy podlegają dziedziczeniu zgodnie z prawami Mendla (z wyjątkiem organizmów o specyficznych systemach rozrodu, np. rozmnażających się przez hybrydogenezę).
Ponieważ aminokwasy różnią się od siebie m.in. masą cząsteczkową i ładunkiem elektrycznym, podstawienie jednego aminokwasu przez inny może spowodować zmianę masy, ładunku elektrycznego i kształtu cząsteczki enzymu. Dlatego allozymy rozróżnić można poprzez rozdział metodą analizy elektroforetycznej, w trakcie której sprawdza się prędkość migracji biocząsteczek w polu elektrycznym. Nie wszystkie podstawienia aminokwasów prowadzą do zmiany ładunku lub kształtu cząsteczki enzymu, nie wszystkie są na tyle znaczące, by tak zmienić prędkość migracji allozymów w czasie elektroforezy, by można je było rozróżnić w praktyce, dlatego stosowanie tej techniki do wykrywania allozymów zaniżać może poziom zmienności w populacji. Ponadto ze względu na zdegenerowanie kodu genetycznego ten sam allozym może być produktem ekspresji kilku różnych alleli genu, i tak np. w locus kodującym dehydrogenazę alkoholową (ADH) u Drosophila melanogaster na 14 podstawień nukleotydów w eksonach wszystkie poza jednym były synonimiczne, i to właśnie ten jeden wyjątek powodował różnice w prędkości migracji pomiędzy produktami alleli AdhS i AdhF. 
Bardziej wyrafinowane, cechujące się zwiększoną rozdzielczością badania elektroforetyczne (będące np. kombinacją migracji w polu elektrycznym, gradientach gęstości, pH, ze wstępną denaturacją białek itd.) pozwoliły wykryć większą zmienność allozymatyczną niż ta ujawniana w standardowych badaniach elektroforetycznych – np. u Drosophila w locus dehydrogenazy ksantynowej (XDH), w którym za pomocą standardowych technik elektoroforezy białek zidentyfikowano początkowo 6 alleli, po zastosowaniu metod o zwiększonej rozdzielczości wykryto kilkadziesiąt kolejnych alleli. Z tego względu (pojedynczy prążek na zymogramie uzyskanym w standardowej „rozdzielczości” może składać się z więcej niż jednej formy allelicznej białka) wykrywane w trakcie elektroforezy elektromorfy-allozymy są uważane raczej za grupy białek-enzymów niż za formy alleliczne w sensie ścisłym.

## Polimorfizm allozymatyczny a dostosowanie fenotypu
Różnice pomiędzy allozymami w składzie aminokwasowym mogą (choć nie muszą) przekładać się na różnice w kinetyce katalizowanej reakcji – a w rezultacie mogą (choć nie muszą) mieć znaczenie fizjologiczne i dostosowawcze. Np. u myszy zaroślowej istnieje polimorfizm w locus fosfoglukomutazy (PGM), ważnego enzymu w metabolizmie węglowodanów:  myszy z allozymem kodowany przez allel a tego genu szybciej uruchamiają zapasy glukozy niż myszy z allozymem b, jednocześnie przeżywalność homozygot z allelem b w warunkach zimowych jest niższa niż homozygot z allelem a.

## Zastosowanie analizy allozymów
Analiza allozymów była pierwszą metodą zastosowaną w latach 60. XX wieku do oszacowania zasobów zmienności genetycznej w populacjach, jej zastosowanie miało duże znaczenie dla genetyki populacji, systematyki i ekologii. Dzięki niej stwierdzono po raz pierwszy istnienie olbrzymiej zmienność genetycznej w populacjach. W klasycznej pracy z 1966 roku Richard Lewontin i John Lee Hubby stwierdzili, że 1/3 spośród 18 loci allozymatycznych w populacjach muchówki Drosophila pseudoobscura jest polimorficzna – reprezentowana przez dwa do sześciu alleli, kodujących allozymy rozróżnialne za pomocą elektroforezy, a częstość heterozygot wynosiła średnio około 0,12 (przeciętny osobnik w populacji był heterozygotyczny w 12% loci). Odkrycie tej zmienności przyczyniło się także do sformułowania koncepcji ewolucji neutralnej, inicjując debatę pomiędzy „neutralistami” a „selekcjonistami”, uważającymi że obserwowana zmienność genetyczna jest rezultatem doboru naturalnego.
Allozymy okazały się być wygodnym markerem genetycznym, pozwalającym na porównanie jak bardzo populacje i gatunki różnią się pomiędzy sobą pod względem genetycznym. Analiza allozymów pozwoliła np. na pierwsze próby tworzenia zegarów molekularnych i ustalania filogenezy na podstawie podobieństw genetycznych, ustalanie rodzicielstwa, na badanie przepływu genów u hybrydyzujących gatunków, wpływu doboru naturalnego na populacje (np. mechanizmów utrzymywania różnorodności biologicznej) i pozwoliła przetestować przewidywania koncepcji ewolucji neutralnej.
Analiza allozymów znalazła zastosowanie w medycynie sądowej i ochronie prawnej zagrożonych gatunków. Między innymi stosowana jest do identyfikacji biologicznego pochodzenia źródła materiału biologicznego (tkanek) w materiale dowodowym, np.: do ustalenia przynależności gatunkowej mięsa (tusz), gdy zachodzi podejrzenie, że zostało ono pozyskane nielegalnie w wyniku eksploatacji gatunków (populacji) podlegających ochronie.
Obecnie w badaniach populacyjnych częściej stosuje się analizy zmienności na poziomie DNA, jednak analiza allozymów w dalszym ciągu znajduje zastosowanie ze względu na względnie niższe koszty niż analizy DNA i łatwość przebadania nawet kilkunastu-kilkudziesięciu loci genowych u jednego osobnika.